# Лексикографія
Лексикографія (від грец. λεξικογραφία та грец. λεξικόν — словник і грец. γράφω — пишу), словникарство — розділ мовознавства, пов'язаний зі створенням словників та опрацюванням їх теоретичних задач. Відповідно до цього виділяють практичну й теоретичну лексикографію. Тісно пов'язана з лексикологією. Лексикографія виникла з практичних потреб пояснення незрозумілих слів, яке початково здійснювалося у вигляді глос (див. Глосографія), тобто тлумачення написів на берегах і в тексті рукописів книг.

## Завдання лексикографії
Лексикографія займається словникарським кодифікуванням лексики якоїсь мови в цілому, зокрема її літературного різновиду (також лексики окремих авторів, див. словник мови письменника), чи в частинах близько (діалектні словники), чи ділянкових (термінологічні словники), в діахронному перекрої (історичні словники з простеженням розвитку форм і значень включених слів), з розглядом походження слів (етимологічні словники з розкриттям найдавнішої форми й значення та спорідненості з їх лексемами в інших мовах), з поданням сучасної правописно-наголосової норми слів (правописні й орфоепічні словники), їх уживання у стійких словосполученнях і фразеологізмах (фразеологічні словники) і стилістичного цінування (стилістичні словники); значення слів можуть подаватися тією самою мовою (тлумачні й енциклопедичні словники) або якимись іншими мовами (перекладні, дво- й кількамовні з поданням еквівалентів з інших мов).

## Енциклопедичні словники
Енциклопедичні словники фіксують і пояснюють не слова, а пов'язані з тими чи іншими словами (як назвами відповідних явищ) відомості з різноманітних ділянок знання, мистецтв, виробництв, політичного життя тощо. Тому в енциклопедичних словниках зовсім не мають місця слова таких граматичних категорій, як займенники, вигуки, сполучники, частки; прислівники, дієслова та прикметники подаються у цих словниках лише тоді, коли вони термінологізувались, тобто вживаються для точного вираження спеціальних понять і означення спеціальних предметів.
Є енциклопедичні словники загальні, або універсальні (тритомний «Український радянський енциклопедичний словник», 1986–1987 рр.) і галузеві, або спеціальні («Українська літературна енциклопедія», Т.1, 1988 р.).

## Основні філологічні словники
Філологічні словники мають кілька основних типів і багато різновидів, але об'єктом описування в них завжди є саме слово. Залежно від типу й характеру філологічного словника, конкретне слово в ньому може розглядатися в одному чи в кількох аспектах, скажімо, з погляду походження чи функціонування протягом певного історичного періоду, правописання, вимови і т. д.
Філологічні словники можуть бути одномовні, двомовні і багатомовні.
Серед одномовних словників найважливішим типом є словник тлумачний. В ньому засобами рідної мови розкривається (витлумачується) значення слова, характеризуються його граматичні й стилістичні властивості, подаються типові словосполучення (речення) і фразеологічні звороти, де вживається слово у відповідному значенні («Словник української мови», Т 1-11, 1970–1980); Словник української мови в 20 томах).
Словник етимологічний — лексикографічна праця, в якій з'ясовується походження слова: розкривається первісне значення, реконструюється найдавніша форма слова, вказується, чи слово запозичене, чи власне українське («Етимологічний словник української мови» у 7 томах).
Словник асоціативний — словник, у якому представлені результати асоціативного експерименту. Статті в А. С. розташовують за алфавітом. Назвою статті в асоціативних словниках служать слова-стимули, після яких наводять викликані ними реакції в алфавітному порядку; реакції з однаковою частотністю упорядковують за алфавітом у межах відповідної групи (Бутенко Н. П. Словник асоціативних норм української мови. — Львів, 1979; Бутенко Н. П. Словник асоціативних означень іменників в українській мові. — Львів, 1989; Мартінек С. В. Український асоціативний словник: У 2 т. — Львів, 2007).
Словник іншомовних слів — словник, у якому розкривається значення іншомовних слів, що ввійшли до лексичного складу рідної мови, і вказується, з якої мови вони засвоєні («Словник іншомовних слів», Довіра, 2000).
Словник історичний — один з різновидів тлумачного словника, в якому подаються слова певної історичної епохи за даними писемних пам'яток, з'ясовується їх значення, наводяться ілюстрації («Словник староукраїнської мови XIV–XV ст.», Т 1-2, 1977–1978).
Словник орфографічний — словник, який подає перелік слів у їх нормативному написанні.
Словник орфоепічний — служить довідником правильної нормативної вимови і нормативного наголосу.
Словник перекладний — словник, у якому реєстрове слово в різних його значеннях перекладається відповідниками іншої мови.
Словник синонімів — у ньому подані ряди синонімів, що групуються навколо стрижневих слів, розташованих в алфавітному порядку.
Словник термінологічний — словник, у якому подана система термінів певної галузі науки, виробництва, мистецтва.